# Trece și prin perete
 Trece și prin perete  este un film românesc din 2014 regizat de Radu Jude. Rolurile principale au fost interpretate de actorii Sofia Nicolaescu, Ion Arcudeanu, Marcel Horobeț.

## Distribuție
Distribuția filmului este alcătuită din:
- Ion Arcudeanu [2]
- Marcel Horobeț [3]
- Alecu Jude [4]
- Sofia Nicolaescu [5][6]
- Gabriel Spahiu [7]